# National Patriotic Front of Liberia
Die Nationale Patriotische Front von Liberia (Abkürzung NPFL, englisch National Patriotic Front of Liberia) war eine liberianische Rebellengruppe, die den Ersten Liberianischen Bürgerkrieg begann.

## Führung
Die NPFL wurde angeführt von Charles Taylor, einem wegen Korruption gesuchten ehemaligen Regierungsbeamten. Am 24. Dezember 1989 begann die NPFL einen bewaffneten Aufstand regen das Regime Samuel Does. Zunächst stammten die meisten Kämpfer der NPFL aus den Völkern der Gio und Mano aus dem Norden Liberias, welche von Samuel Does Regime unterdrückt und verfolgt wurden. Ellen Johnson Sirleaf fungierte als "internationale Koordinatorin" für die NPFL, weitere hochrangige Mitglieder waren Taylor und Tom Woewiyu. Martina Johnson, eine Kommandeurin der Gruppe, wird der Beteiligung an Massenmorden und Verstümmelungen während der "Operation Oktopus" beschuldigt, einer NPFL-Offensive Ende 1992.

## Unterstützung und Beziehungen
Durch die Unterstützung der liberianischen Bevölkerung vergrößerte die NPFL sich von einer anfänglich relativ kleinen Rebellengruppe von einigen hundert Mitgliedern zu einer großen irregulären Armee, die in weniger als einem Jahr 80 Prozent des Landes einnahm. Die Gruppe erhielt Hilfe von Libyen, aus der Elfenbeinküste und von Burkina Faso.
Die NPFL unterstützte den Krieg der Revolutionary United Front (RUF) gegen die Militärregierung Sierra Leones, um Einfluss auf den dortigen Diamantenhandel zu erlangen.
Das Einschreiten der ECOMOG Monitoring Group, einer Streitkraft der Westafrikanischen Wirtschaftsgemeinschaft, verhinderte die Eroberung Monrovias durch die NPFL. Im Jahr 1991 setzte die NPFL eine alternative Administration des Landes ein, das sogenannte „National Patriotic Reconstruction Assembly Government“, das seinen Sitz in Gbarnga hatte. Charles Taylors Rolle als Oberhaupt der NPRAG wurde von der Independent National Patriotic Front of Liberia (INPFL), einer der NPFL abtrünnigen gewordenen Splittergruppe, in Frage gestellt. Der Anführer der vermutlich weniger als 500 Mann starken INPFL war Yormie Johnson. Der INPFL gelang es, in einem kurzen Zeitraum die Kontrolle über das Zentrum der Hauptstadt Monrovia zu übernehmen.

## Die Operation Oktopus
Ab Ende 1992 führte die NPFL die „Operation Oktopus“ durch, die von der ECOMOG, den Streitkräften Liberias und der Rebellengruppe ULIMO gemeinsam erfolgreich abgewehrt wurde. 1994 spaltete sich die National Patriotic Front of Liberia – Central Revolutionary Council, und mit ihr die wichtigen Akteure Sam Dokie und Tom Woewiyu, von der NPFL ab. Als Gründe der Teilung gaben sie strategische und ideologische Differenzen an.
Nach den Friedensverhandlungen wurden Mitglieder der NPFL-CRC in die Übergangsregierung Liberias aufgenommen, die Kämpfe dauerten jedoch bis Anfang 1996 an.
Die verschiedenen Fraktionen des Konflikts unterzeichneten am 17. August 1996 den durch die ECOWAS vermittelten „Nachtrag zum Abuja-Abkommen“, der die Kämpfe unmittelbar beendete.

## Mitglieder und Menschenrechtsverletzungen
Die NPFL verfügte über ca. 25.000 Kämpfer, denen eine Reihe schwerer Menschenrechtsverletzungen vorgeworfen wird, darunter Massaker, Folter, Entführungen und Attentate.

## Politische Ziele
Im Jahre 1997 wurde die Organisation in eine legale politische Partei, die National Patriotic Party, umgewandelt. Am 19. Juli 1997 gewann die Partei unter Taylors Führung die Wahlen in Liberia mit einer erheblichen Mehrheit. Obwohl die Wahlen internationalen Beobachtern zufolge frei und transparent abliefen, merkten diese an, sie hätten in einer Atmosphäre der Angst und Einschüchterung stattgefunden, die sich in dem Glauben der Wähler begründete, Taylor wurde den bewaffneten Kampf im Falle einer verlorenen Wahl wieder aufnehmen.